# Coprinellus hiascens
Coprinellus hiascens är en svampart som först beskrevs av Elias Fries, och fick sitt nu gällande namn av Redhead, Vilgalys & Moncalvo 2001. Coprinellus hiascens ingår i släktet Coprinellus och familjen Psathyrellaceae.  Arten är reproducerande i Sverige. Inga underarter finns listade i Catalogue of Life.